# Nilea nigrolineata
Nilea nigrolineata är en tvåvingeart som först beskrevs av Walker 1853.  Nilea nigrolineata ingår i släktet Nilea och familjen parasitflugor. Inga underarter finns listade i Catalogue of Life.